# Kansk
Kansk (ru. Канск) este un oraș din regiunea Krasnoiarsk, Federația Rusă, cu o populație de 86.816 locuitori.
1. ↑  OKTMO 179/2016, accesat în 20 octombrie 2016